# ATP Challenger Bara
Der ATP Challenger Bara (offiziell: Bara Challenger) war ein Tennisturnier, das 1981 einmal in Bara, in der Provinz Huesca, stattfand. Es gehörte zur ATP Challenger Tour und wurde im Freien auf Hartplatz gespielt.

## Liste der Sieger

### Einzel
| Jahr | Sieger       | Finalgegner   | Ergebnis |
| ---- | ------------ | ------------- | -------- |
| 1981 | Bruce Derlin | Richard Lewis | 7:6, 6:3 |

### Doppel
| Jahr | Sieger                  | Finalgegner                     | Ergebnis      |
| ---- | ----------------------- | ------------------------------- | ------------- |
| 1981 | Jiří Hřebec Pavel Huťka | Ángel Giménez Jairo Velasco Sr. | 7:5, 4:6, 9:7 |